# Vladimír Cisár
Vladimír Cisár (* 10. listopadu 1955) je český regionální historik a politik, v letech 1996 až 2002 poslanec Poslanecké sněmovny PČR za ČSSD, v letech 2009 až 2019 člen Rady ČTK.

## Biografie
Ve volbách v roce 1996 byl zvolen do poslanecké sněmovny za ČSSD (volební obvod Jihomoravský kraj). Mandát obhájil ve volbách v roce 1998. Zasedal v letech 1996–1998 v petičním výboru a v období let 1996–2002 ve výboru pro vědu, vzdělání, kulturu, mládež a tělovýchovu.
Angažuje se v komunální politice. V komunálních volbách roku 1994 byl zvolen do zastupitelstva města Bystřice nad Pernštejnem za ČSSD. Kandidoval i v komunálních volbách roku 1998, ale nebyl zvolen. Opětovně do tamního zastupitelstva pronikl v komunálních volbách roku 2002 a mandát obhájil v komunálních volbách roku 2006 a komunálních volbách roku 2010. Profesně se k roku 2002 uvádí jako historik a archeolog, k roku 2006 a 2010 jako ředitel městského muzea.
V roce 2007 neuspěl při kandidatuře do Rady Ústavu pro studium totalitních režimů. V roce 2009 ovšem uspěl s kandidaturou do Rady ČTK, pozici zastával do května 2019.